# خاله سوسکه
خاله سوسکه نام یک متل ایرانی است و در مورد سوسکی است که برای سفر به همدان دچار مشکلاتی می‌شود. او در پاسخ به خواستگارهای متعدد خود در پایان با «آقاموشه» ازدواج می‌کند. این متل از دوره قاجار تاکنون در ده‌ها روایت گوناگون چاپ و منتشر شده‌است. به گونه‌ای که به یکی از تکراری‌ترین عناوین کتاب‌های کودک در ایران تبدیل شده‌است. همچنین نمایشنامه‌ها و فیلمنامه‌های متعددی بر اساس این حکایت تهیه شده‌است. این متل به برخی زبان‌های دیگر نیز ترجمه شده‌است.
در این موضوع که این حکایت نمونه‌ای از کلیشه‌های جنسیتی علیه زنان بوده یا نمادی از اراده زن ایرانی است اختلاف نظر وجود دارد. راوی اولیه داستان و زمان تقریبی پیدایش آن مشخص نیست، ولی ریشه این متل در روایت کنونی آن احتمالاً به دوره قاجار بازمی‌گردد. این داستان همچنان در حال نقد، بررسی و بازنویسی است.

خاله سوسکه بخشی از شهر قصه بیژن مفید بود که با بازی تهمینه مدنی در جشن هنر شیراز به روی صحنه رفت.

## تاریخچه

«رفتن خاله سوسکه به دکان قصابی» نگاره‌ای از یک کتاب کودک چاپ سنگی در دوره قاجاریه

حکایت خاله سوسکه افسانه‌ای ایرانی است که ریشه در ادبیات عامه ایرانیان دارد و سینه به سینه از مادربزرگ‌ها منتقل شده‌است. داستان یا دست‌کم روایتی از آن که اکنون شناخته‌شده‌تر است، مربوط به دوره قاجار و مقارن ورود تنباکو به ایران است. چرا که در روایت فعلی، «کشیدن قلیان بلور» نشانه رفاه و اشرافیت زنان بوده‌است. از دیگر سو، چادری از جنس پوست پیاز، نشان می‌دهد که روایت اصلی داستان نیز مربوط به پیش از ورود اسلام به ایران نیست.
محل زندگی و کار آقاموشه، قصر حاکم است. هانا ناصرزاده از همین موضوع نتیجه می‌گیرد که واقعه در زمانی رخ داده که حکومت ملوک‌الطوایفی وجود داشته و حاکم موردنظر، مسئولیت اداره مکان اتفاق افتادن قصه (شهری نزدیک به همدان) را از طرف حاکم کل (که اگر زمان وقوع عهد قاجار دانسته شود، در تهران ساکن بوده)، بر عهده داشته‌است.

### انتشار

صحنه در آب افتادن خاله سوسکه و تقاضا از سوار برای خبر کردن آقا موشه. این کتاب کودک برای استفاده در مکتبخانه‌ها داستان را به شکل مثنوی سروده‌است (انتشار ۱۳۱۵ خورشیدی).

یک نمونه مکتوب و مصور از این قصه همراه با داستان‌های سلیم جواهری و چهار درویش بدون تاریخ منتشر شده‌است و نوشین نفیسی آن را در میان دو کتاب به تاریخ‌های ۱۲۷۵ و ۱۲۸۲ معرفی نموده‌است. در این جزوه چند صحنه داستان نیز به تصویر کشیده شده‌است. قهرمان داستان شلوار پرچین و چادر سیاه پوشیده و روبنده‌ای بلند دارد که تا زانو می‌رسد و تنها دو سوراخ مقابل چشمان دارد. یکی از نقاشی‌های کتاب، دکان قصاب را با گوسفندان آویخته با دنبه‌های ضخیم نشان می‌دهد و دیگری دکان نانوا را با توتک‌های مختلفی که روی پیشخوان گسترده‌است. به هرحال در دوره قاجار قصه خاله سوسکه همراه با قصه‌هایی همچون خاله قورباغه و شنگول و منگول به چاپ مصور می‌رسیده‌اند.
برخلاف سال‌های پیش از انقلاب که منظومه‌های فولکوریک، به دقت توسط کانون پرورش فکری کودکان و نوجوانان ثبت می‌شد و این امر یکی از اهداف برنامه‌ریزی شده این مؤسسه بود، امروزه این هدف یکی از اهداف کاملاً فراموش شده این سازمان و ناشران دیگر قلمداد شده و افسانه‌های فولکوریکی همچون خاله سوسکه فقط با اهداف تجاری و برای سلیقه‌های فردی و بازارپسند به‌طور مکرر منتشر می‌شوند.
در میان عناوین کتاب‌های منظومی که در سال‌های ۱۳۵۷ تا ۱۳۶۲ برای کودکان در ایران منتشر شده، سه عنوان «شنگول و منگول»، «کدوی قلقله‌زن» و «خاله سوسکه» دارای بیشترین تکرار بوده‌اند.

### بازنویسی

نگاره‌ای از خاله سوسکه اثر جعفر تجارتچی در یک کتاب منتشر شده در سال ۱۳۴۱. در دوره‌هایی تصویرگران کتاب کودک، به تقلید از تصویرگران خارجی پرداختند.

در ابتدای سال ۱۳۹۰ کمیته آموزش و ترویج شورای کتاب کودک در نخستین نشست تخصصی خود به تحلیل و نگاهی نو به این افسانه کهن پرداخت. در پایان سال ۱۳۸۹ نیز این داستان به همراه برخی دیگر از داستان‌های فولکوریک ایرانی بازنویسی و بازآفرینی شدند.
شکوه قاسم‌نیا، شاعر کودکان نیز از جمله کسانی است که بازآفرینی‌هایی در زمینه خاله سوسکه داشته‌است. کارهایی همچون مجموعه شعر «خاله سوسکه و آقا موشه» و مجموعه شعر «خاله سوسکه و وروجک» از نمونه کارهای او در این زمینه‌است. به گفته شهرام رجب‌زاده، این کارهای قاسم‌نیا با انتظاری که از شعر می‌رود فرسنگ‌ها فاصله داشته و «سری‌کاری‌هایی» است که فقط حول یک شخصیت «سر انداخته» شده‌است.
مهدی آذریزدی نیز در یک مجموعه قصه منتشر نشده به نام قصه‌های مکتبخانه، داستان خاله سوسکه را بازنویسی کرده‌است.
خسرو صالحی اثری پژوهشی را با عنوان خاله سوسکه در سال ۱۳۸۷ راهی بازار کتاب نموده‌است. در این اثر ۴۰۰ صفحه‌ای، ۱۵۰ روایت منتشر شده از متل خاله سوسکه بررسی شده‌است. این کتاب دارای یک مقدمه ۴۰ صفحه‌ای است.

### خارج از ایران
در سال ۱۳۸۱ کتاب «خاله سوسکه کجا می‌ری؟» در کشور ژاپن منتشر شد. نگاره‌های این کتاب به قلم مرتضی زاهدی و در سبک اکسپرسیونیسم پدید آمده بود. همچنین روت براون، قصه‌گوی کانادایی نسخه منحصربه‌فردی از این قصه پدیدآورده‌است. این نسخه کتاب از پارچه ساخته شده و به کتابخانه تحقیقاتی شورای کتاب کودک ایران نیز هدیه شده‌است.

## خلاصه داستان

جلد کتاب خاله سوسکه و آقا موشک. بسعی میرزا آقا قاضی سعیدی خوانساری. بی‌جا: مطبعه خوانساری، ۱۳۵۵ق=۱۳۱۵خ. ادبیات مکتبخانه‌ای

پدر خاله سوسکه از بی‌شوهر ماندن دخترش خسته می‌شود و به او پیشنهاد می‌کند به همدان برود و همسر «مش رمضون» بشود و «نان گندم بخورد، قلیان بلور بکشد، منت بابا نکشد». خاله سوسکه با چادری از پوست پیاز و کفش‌هایی از چوب گردو به سوی همدان به راه می‌افتد. در طول مسیر کسبه بازار همچون قصاب و نانوا از وی خواستگاری خشنی می‌کنند که با پاسخ سرد خاله سوسکه مواجه می‌شوند. خاله سوسکه از آنان می‌پرسد که اگر همسر آنان شود، در موقع دعوا او را چگونه خواهند زد. خواستگاران هریک به فراخور شغل خود روش خشونت باری برای تنبیه احتمالی او در نظر می‌گیرند و خاله سوسکه به همین دلیل از ازدواج با آنان منصرف می‌شود. آخرین خواستگار «آقا موشه» است که با لحنی ملاطفت‌آمیز از وی خواستگاری می‌کند و در پاسخ به پرسش تکراری او، عنوان می‌کند که به جای تنبیه احتمالی، با دم نرم خود سرمه به چشم عروس خواهد کشید. ازدواج این دو سر می‌گیرد؛ ولی خاله سوسکه در نهر آب می‌افتد و پس از نجات به وسیله آقا موشه و به کمک نردبان طلا، بیمار می‌شود و آقاموشه که مشغول پختن شوربا برای تیمار همسر بیمار خود است، به داخل دیگ آش می‌افتد و می‌میرد. به همین دلیل خاله سوسکه پس از آن سیاهپوش می‌شود.

## نقد و تحلیل
سیاهپوش بودن سوسک در عزای شوهر، دوستداری حیوانات و جان بخشیدن به خودی‌ترین و چندش‌آورترین حشرات و جانوران و تعیین مثبت و منفی بودن شخصیت‌ها، نه براساس جنس، نه بر روال داستان از نکات مهم این قصه‌است.
هانا ناصرزاده احتمال می‌دهد که این قصه، روایتی واقعی از قصه پرداز آن است. ثریا قزل‌ایاق، پزوهشگر بازی‌های سنتی ایرانی نیز خالق این قصه را یک زن می‌داند که در این قصه با هوشمندی و ظرافت از حق خود دفاع کرده‌است.
هانا ناصرزاده خاستگاه داستان را غرب کشور و شهرهای اطراف همدان می‌داند. جایی که امکان سفر به همدان با پای پیاده وجود داشته‌است. در قصه هیچ اشاره‌ای به وسایل حمل و نقل نمی‌شود.
سمیرا اصلان‌پور این قصه را متعلق به کودکان نمی‌داند. به گفته وی بسیاری از قصه‌ها و افسانه‌های عامیانه‌ای که برای کودکان گفته می‌شود، همچون این قصه، اصلاً موضوعات کودکانه‌ای ندارد.
هفته‌نامه سلامت در شماره ۲۳۳ خود به تحلیل طنز این داستان از دیدگاه نشانه شناسی پزشکی پرداخت. شهرام شکیبا نیز مطلب طنزی با موضوع قصه خاله سوسکه دارد.

### نقد جنسیتی

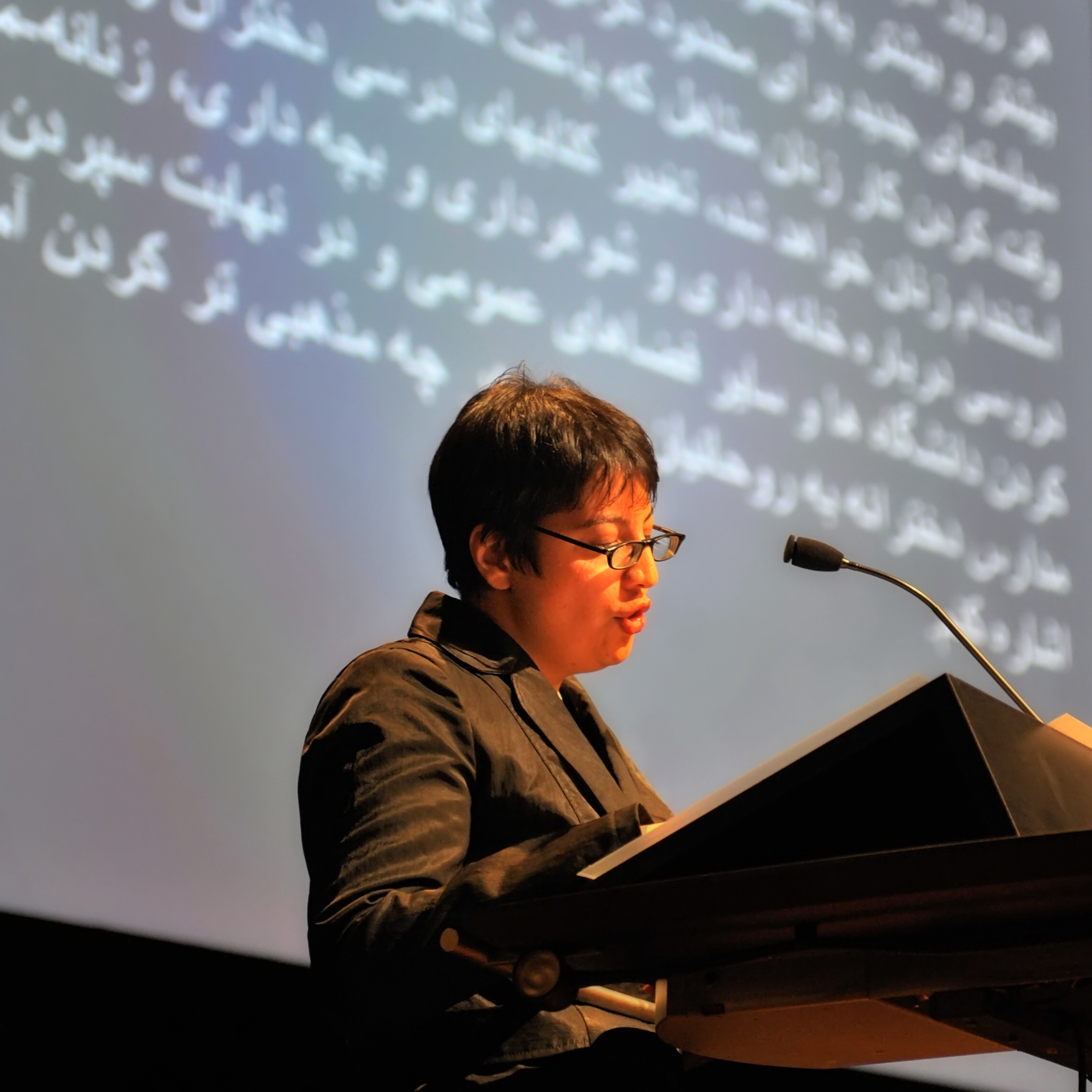
شادی صدر خاله سوسکه را نمونه یک کلیشه جنسیتی در ادبیات کودک می‌داند.

خاله سوسکه دختری از جامعه‌ای سنتی است که در انتظار گشوده شدن بخت خود نمی‌نشیند و دست روی دست نمی‌گذارد، بلکه با به دست گرفتن ابتکار عمل، خود آینده‌اش را رقم زده و برای خود همسری می‌گزیند. او سرانجام از میان خواستگاران کاسبکار و مالدار، موشی نرم‌خوی و خوش زبان، هرچند ندار را انتخاب می‌کند. موشی که سرانجام جان در ره عشق او (پختن شوربایی برای خاله سوسکه بیمار) می‌گذارد. ابزار و تنها برگ برنده خاله سوسکه در جذب خواستگاران، جلوه‌گری زنانه است.
دنیای خاله سوسکه، دنیایی کاملاً مرد سالار است. این پدر است که تصمیم می‌گیرد دختر را به شوهر بدهد. شوهری که (در برخی روایت‌ها) حرمسرایی دارد و از زنان ریزنقش خوشش می‌آید. در طول مسیر سفر خاله سوسکه، مردان به خود اجازه می‌دهند که بی‌مقدمه از نام و نشان و قصد او از سفرش پرس و جو کنند. در داستان دلیل این رفتارهای جنسیتی، عدم استقلال اقتصادی زنان عنوان می‌شود. فقط مردان قصه هستند که نقشی اقتصادی و اجتماعی (بقال، قصاب،...) در جامعه دارند و خاله سوسکه سرانجام با ازدواج با آقاموشه «سر و سامان» می‌گیرد. تنها جایی در قصه که آقاموشه نقش جنسیتی را زیر پا می‌گذارد و دست به آشپزی می‌زند، تاوان سختی می‌پردازد. از ابتدای داستان هم پدر خاله سوسکه به دلیل ناتوانی اقتصادی تصمیم به ازدواج دخترش با مش‌رمضون می‌گیرد. در این میان ایده‌آل‌های خاله سوسکه نیز اغلب اقتصادی است. وقتی او در جوی آب افتاده و آقا موشه قصد نجات او را دارد، خاله سوسکه به کمتر از نردبان طلا برای نجات خویش راضی نمی‌شود. از ابتدای داستان نیز توجیه خاله سوسکه برای آغاز سفر، خوردن نان گندم و قلیان بلور در خانه مش‌رمضون است. با این‌حال شروط خاله سوسکه برای ازدواج مادی نیست. او در هنگام پاسخ دادن به خواستگاران خود بر جنبه مبادله‌گری ازدواج و مهریه سنگین تأکید نمی‌کند. او فقط به دنبال همسری است که در کنار او عمر را به پیری برساند.
شادی صدر، فعال حقوق زنان، قصه خاله سوسکه را بزرگترین مثال کلیشه‌های جنسیتی در ادبیات کودک می‌داند. خاله سوسکه نمادی از ارادهٔ زن ایرانی و آرزوهای دست نیافته و فروخورده‌اش تصویر شده‌است. هانا ناصرزاده خاله سوسکه را دختری مستقل و آزاداندیش، ولی محدود به عرف و محدودیت‌های موجود اجتماعی می‌داند. خاله سوسکه زنی است که از سرکوفت‌های خانه پدری به تنگ آمده و به ناچار تن به ازدواج با «مش رمضان» (که شاید خاله سوسکه جای نوه او باشد) داده‌است. پولدار بودن مش رمضان از لقب مشهدی و دوره‌ای که داستان به آن تعلق دارد برمی‌آید.
آذردخت بهرامی خاله سوسکه را زنی میانسال می‌دانست که به دنبال شوهر مطلوب خویش می‌گردد. خاله سوسکه زنی متکی به نفس است که در اجتماع، به مزاحمت‌ها و اهانت‌های رندان جواب دندان شکن می‌دهد؛ ولی به گفته هانا ناصرزاده، او کتک خوردن از همسر را به عنوان یک اصل غیرقابل تغییر پذیرفته‌است. خاله سوسکه اصل را بر این گرفته که گریزی از تنبیه بدنی ندارد. در واقع پیام ضمنی قصه این است که کتک زدن زن در جامعه امری است بدیهی و نهادینه شده. نهایت تدبیری که خاله سوسکه می‌تواند بیندیشد این است که تن به ازدواج با چه کسی دهد تا کمتر کتک بخورد. به گفته فریده پورگیو، داستان‌سرا حتی تلاش نمی‌کند تا آزار جسمی زن توسط شوهر را به چالش بکشد، بلکه در صدد پذیرش آن و القای طبیعی بودن چنین رفتاری است.
در دیدگاهی دیگر و به گفته حبیب‌الله لزگی، اگرچه این قصه خشونت را به عنوان یک واقعیت اجتماعی طرح می‌کند، ولی خواننده را به پذیرش آن ترغیب نمی‌کند و وی را به عصیان در برابر این پدیده فرا می‌خواند. از سوی دیگر فعل کتک خوردن هیچ‌گاه در داستان از حرف به عمل در نمی‌آید.

### نقد ادبی
جمال‌الدین اکرمی، خاله سوسکه را نه یک قصه و داستان، بلکه یک متل معرفی می‌کند که لحن روایی آن، نمایه مسلط بر آن است. وی خاله سوسکه را در ردیف «اتل متل» و « «دویدم و دویدم» برمی‌شمرد. محمدهادی محمدی و زهره قاینی نیز خاله سوسکه را متل معرفی کرده و اضافه می‌کنند: «خاله سوسکه از متل‌های ویژه کودکان… و قصهای سرگرم‌کننده و شادیبخش است که تنها برای سرگرمی کودک پدید آمده و آموزه‌های اخلاقی و آموزشی ندارد»
احمدرضا احمدی، شاعر کرمانی نیز خاله سوسکه را به دلیل تحمیل همیشگی فضای ادبیات بزرگسال به ادبیات کودک شعر یا داستان نمی‌داند. بلکه آن را خرده‌روایت و قصه عامیانه‌ای می‌داند که به دنبال پایان قصه‌است.
عبدالحسین زرینکوب قصه‌هایی از قبیل خاله سوسکه را در ردیف افسانه‌های زنجیری قرار می‌دهد. در افسانه‌های زنجیری زبان فارسی، شخصیت‌های داستان پی در پی از یکدیگر سؤال می‌پرسند تا بالاخره به جواب اصلی برسند. این سؤالات در قالب عبارت‌های موزون هستند که به صورت ترجیع تکرار می‌شود. اولریش مارزلف نیز خاله سوسکه را در شمار قصه‌های زنجیره‌ای و با شماره ۲۰۲۳ در کتاب خود به نام «طبقهبندی قصه‌های ایرانی» جای داده است.

## فیلم

پوستر فیلم خاله سوسکه با بازی سحر ولدبیگی

در سال ۱۳۸۸ فیلم مستند خاله سوسکه به کارگردانی نادره ترکمانی ساخته شد. این فیلم به روایت تغییرات افسانه خاله سوسکه، از اولین روایت چاپی تا زمان ساخت فیلم پرداخته بود. در این فیلم سحر ولدبیگی در نقش خاله سوسکه نقش آفرینی کرده‌است.
علی‌رغم تمایل استانداری همدان به ساخته شدن این فیلم در این استان، فیلم در بازار سرپوشیده اراک ساخته شده‌است. این فیلم برداشت آزادی از تحقیقات مندرج در کتاب «خاله سوسکه از اولین روایت چاپی تا امروز» نوشته و پژوهش «خسرو صالحی» است. کارگردان این فیلم با توجه به قابلیت بصری بالای افسانه خاله سوسکه، ابزار تکنولوژی و جلوه‌های ویژه سینمای ایران را برای تقویت فضای فانتزی مورد نیاز این‌گونه افسانه‌ها بسیار اندک دانسته‌است.
این فیلم در فرهنگسرای انقلاب تهران نقد شده‌است.
خاله سوسکه بر آثار سینمایی دیگری نیز تأثیر غیرمستقیم داشته‌است. در سکانسی از فیلم گبه اثر محسن مخملباف، شخصیت اصلی فیلم که مردی میانسال و مجرد است، به دنبال دختر روستایی جوانی به سرچشمه می‌رود. دختر که با لباس قشقایی مشغول شستن ظرف است، در پاسخ به خواستگاری مرد می‌پرسد: «اگر از دستم عصبانی بشی چطوری تلافی می‌کنی؟» و مرد که منشأ سؤال دختر را می‌داند پاسخ می‌دهد «برات شعر می‌خونم»

## تئاتر و نمایش عروسکی
در آبان‌ماه سال ۱۳۹۰ یک گروه نمایش عروسکی از اصفهان، نمایشی بر اساس این داستان را به کارگردانی اعظم مختاری در جشنواره بین الملی تئاتر کودک و نوجوان در همدان و همچنین هشتمین جشنواره سراسری تئاتر ماه به روی صحنه برد. این نمایش برنده لوح تقدیر و جوایزی از این دو جشنواره گردید.